# Uniwax
Uniwax est une société de fabrication de pagne wax basée en Côte d'Ivoire. Basée dans la zone Industrielle de Yopougon à Abidjan, elle fait partie du groupe Vlisco qui comprend aussi GTP au Ghana et Woodin.

## Historique
L'entreprise a été fondée en 1967 par Vlisco et Unilever, qui possédaient respectivement 15 et 85 % du capital. Elle a démarré ses activités en janvier 1970.
L’entreprise fabrique des pagnes wax appelés communément « Wax Côte d'Ivoire » dont elle devenue leader en Côte d'Ivoire.
Uniwax a connu une période très difficile de quatre ans due à une forte contrefaçon qui faisait concurrence à ses produits. En 2007, grâce à sa nouvelle stratégie mise en œuvre, cette entreprise s'est peu à peu relevée de sa chute.
En 2010, le groupe Vlisco auquel appartient Uniwax est racheté par le capital-investisseur britannique Actis pour 118 millions d'euros.

## Activités et résultats
En 2016, l'entreprise compte 735 employés. Elle réalise 55 % de son chiffre d'affaires en Côte d'Ivoire et 45 % dans le reste de l'Afrique (Mali, Sénégal, Bénin, Togo, Nigeria, Burkina…).
En 2018, Uniwax a réalisé un chiffre d'affaires de 40 milliards de francs CFA (environ 61 millions d'euro).
Elle est cotée à la bourse régionale des valeurs mobilières d'Abidjan.

## Production
En 2018, 35 % de la production de pagnes était réalisée avec du coton africain, filé et tissé en Afrique. L'objectif d'Uniwax était à terme d'atteindre 100 % de la production.
La production est de 26 millions de yards par an.

## Grandes dates
- 1988 : Lancement du Super Wax
- 2009 : Lancement de la Base Violette[5]
- 2019 : lancement d'une collaboration avec Dior qui aboutit, à l’occasion de son défilé Croisière 2020 à Marrakech, à la présentation par la maison de haute couture d'une collection de prêt-à-porter en tissu wax[3].